# Ruth Myers (costumière)
Pour les articles homonymes, voir Ruth Myers.
Ruth Myers (née en 1940 à Manchester) est une costumière britannique.
Elle a été nommée à deux reprises aux Oscars du cinéma, et a remporté un Emmy Award en 2004.

## Biographie
Ruth Myers, née à Manchester, est diplômée du St. Martin's College of Art de Londres. Elle débute dans le métier au Royal Court Theatre, où elle devient créatrice de costumes. Elle travaille pour le théâtre sur plus de quinze pièces. En dehors du cinéma où son travail a été récompensé à plusieurs reprises, elle travaille également pour l'Opéra.

## Filmographie

### Cinéma
- 1969 : A Nice Girl Like Me de Desmond Davis
- 1980 : Au-delà du réel de Ken Russell
- 1981 : First Monday in October de Ronald Neame
- 1991 : La Famille Addams de Barry Sonnenfeld
- 1997 : Emma, l'entremetteuse de Douglas McGrath
- 1998 : Deep Impact de Mimi Leder
- 2001 : Iris de Richard Eyre
- 2002 : Nicholas Nickleby de Douglas McGrath
- 2006 : Scandaleusement célèbre de Douglas McGrath
- 2007 : À la croisée des mondes : La Boussole d'or de Chris Weitz
- 2009 : Le Portrait de Dorian Gray de Oliver Parker
- 2014 : Vampire Academy de Mark Waters
- 2015 : Charlie Mortdecai de David Koepp
- 2016 : Tarzan de David Yates
- 2019 : Scary Stories (Scary Stories to Tell in the Dark) d'André Øvredal

### Télévision
- 1974 : Dracula et ses femmes vampires de Dan Curtis (téléfilm)
- 2003 : La Caravane de l'étrange

## Nominations et récompenses
- 1970 : nommée pour le British Academy Film Award des meilleurs costumes pour Isadora
- 1992 : nommée à l'Oscar des meilleurs costumes pour La Famille Addams[2]
- 1997 : nommée à l'Oscar des meilleurs costumes pour Emma, l'entremetteuse
- 2004 : remporte l'Emmy Award pour La Caravane de l'étrange (Carnivàle)[3].